# فيفيان ستيوارت
فيفيان ستيوارت (بالإنجليزية: Vivian Stuart)‏ (2 يناير 1914، باركشير في المملكة المتحدة - 1 أغسطس 1986، يوركشاير في المملكة المتحدة)؛ كاتِبة، ضابطة، طبيبة وروائية بريطانية.